# Copa do Brasil 1992
Der Copa do Brasil 1992 war die vierte Austragung dieses nationalen Fußball-Pokal-Wettbewerbs in Brasilien. Die Copa wurde vom Brasilianischen Sportverband, dem CBF, ausgerichtet. Der Pokalsieger war als Teilnehmer an der Copa Libertadores 1993 qualifiziert. Der unterlegene Finalteilnehmer qualifizierte sich für die Copa Conmebol 1993.

## Saisonverlauf
Der Wettbewerb startete am 7. Juli 1992 in seine Saison und endete am 13. Dezember 1992. Am Ende der Saison wurde der SC Internacional der vierte Titelträger. Torschützenkönig wurde zum dritten Mal nach 1989 und 1991 Gérson da Silva mit 9 Treffern, allerdings nicht mehr für Atlético Mineiro spielend, sondern für den Pokalsieger SC Internacional.
Höchste Siege
- SER Juventude – Criciúma EC: 0:5 (21. Juli 1992 – Hinspiel Erstrunde)
- CR Vasco da Gama – Nacional FC (AM): 5:0 (4. August 1992 – Rückspiel Erstrunde)
- SC Internacional – Muniz Freire FC: 5:0 (11. August 1992 – Rückspiel Erstrunde)

## Teilnehmer
Es nahmen 32 Klubs teil. Der Modus bestand aus einem K.-o.-System. Teilnehmer waren die Sieger der Staatsmeisterschaften 1991 sowie teilweise deren Vizemeister.
Die Vizemeister von Bahia und von Goiás nahmen nicht mehr am Wettbewerb teil. Der Meister aus Rio de Janeiro Flamengo, verzichtete auf die Teilnahme, um sich auf andere Wettbewerbe zu konzentrieren, ebenso der drittplatzierte Botafogo. Erstmals im Wettbewerb waren die Meister von Amapá und Rondônia.
| Bundesstaat         | Klub                 | Qualifizierung                       |
| ------------------- | -------------------- | ------------------------------------ |
| Acre                | Atlético Acreano     | Staatsmeister 1991                   |
| Alagoas             | CS Alagoano          | Staatsmeister 1991                   |
| Amapá               | Amapá Clube          | Staatsmeister 1991                   |
| Amazonas            | Nacional FC (AM)     | Staatsmeister 1991                   |
| Bahia               | EC Bahia             | Staatsmeister 1991                   |
| Brasília            | Taguatinga EC        | Staatsmeister 1991                   |
| Ceará               | Fortaleza EC         | Staatsmeister 1991                   |
| Espírito Santo      | Muniz Freire FC      | Staatsmeister 1991                   |
| Goiás               | Goiás EC             | Staatsmeister 1991                   |
| Maranhão            | Sampaio Corrêa FC    | Staatsmeister 1991                   |
| Mato Grosso         | SER Juventude        | Staatsmeister 1991                   |
| Mato Grosso do Sul  | Operário FC (MS)     | Staatsmeister 1991                   |
| Minas Gerais        | Atlético Mineiro     | Staatsmeister 1991                   |
| Minas Gerais        | EC Democrata         | Vize-Staatsmeister 1991              |
| Pará                | Clube do Remo        | Staatsmeister 1991                   |
| Pará                | Tuna Luso Brasileira | Vize-Staatsmeister 1991              |
| Paraíba             | Campinense Clube     | Staatsmeister 1991                   |
| Paraná              | Paraná Clube         | Staatsmeister 1991                   |
| Paraná              | Athletico Paranaense | Vize-Staatsmeister 1991              |
| Pernambuco          | Sport Recife         | Staatsmeister 1991                   |
| Pernambuco          | Náutico Capibaribe   | Vize-Staatsmeister 1991              |
| Piauí               | SE Picos             | Staatsmeister 1991                   |
| Rio de Janeiro      | CR Vasco da Gama     | Vierter der Staatsmeisterschaft 1991 |
| Rio de Janeiro      | Fluminense FC        | Vize-Staatsmeister 1991              |
| Rio Grande do Norte | América FC (RN)      | Staatsmeister 1991                   |
| Rio Grande do Sul   | SC Internacional     | Staatsmeister 1991                   |
| Rio Grande do Sul   | Grêmio FBPA          | Vize-Staatsmeister 1991              |
| Rondônia            | Ji-Paraná FC         | Staatsmeister 1991                   |
| Santa Catarina      | Criciúma EC          | Staatsmeister 1991                   |
| São Paulo           | SC Corinthians       | Staatsmeister 1991                   |
| São Paulo           | SE Palmeiras         | Vize-Staatsmeister 1991              |
| Sergipe             | CS Sergipe           | Staatsmeister 1991                   |

## Modus
Es zählte nach Hin- und Rückspiel nur die Anzahl der Siege. Ergab dieses keinen Sieger, zählte das Torverhältnis.

## Turnierplan
|  | Sechzehntelfinale    | Sechzehntelfinale | Sechzehntelfinale |  |  | Achtelfinale         | Achtelfinale | Achtelfinale         |   |       | Viertelfinale    | Viertelfinale | Viertelfinale |   |   | Halbfinale       | Halbfinale | Halbfinale       |     |  | Finale        | Finale | Finale |
|  |                      |                   |                   |  |  |                      |              |                      |   |       |                  |               |               |   |   |                  |            |                  |     |  |               |        |        |
|  | Vasco da Gama        | 1                 | 5                 |  |  |                      |              |                      |   |       |                  |               |               |   |   |                  |            |                  |     |  |               |        |        |
|  | Nacional FC          | 1                 | 0                 |  |  | Vasco da Gama        | 3            | 0                    |   |       |                  |               |               |   |   |                  |            |                  |     |  |               |        |        |
|  | CS Alagoano          | 1                 | 4                 |  |  | CS Alagoano          | 3            | 1                    |   |       |                  |               |               |   |   |                  |            |                  |     |  |               |        |        |
|  | Tuna Luso            | 2                 | 0                 |  |  |                      |              |                      |   |       | CS Alagoano      | 1             | 0             |   |   |                  |            |                  |     |  |               |        |        |
|  | Sport Recife         | 0                 | 3                 |  |  |                      |              | Sport Recife         | 3 | 4     |                  |               |               |   |   |                  |            |                  |     |  |               |        |        |
|  | Amapá Clube          | 0                 | 0                 |  |  | Sport Recife         | 0            | 4                    |   |       |                  |               |               |   |   |                  |            |                  |     |  |               |        |        |
|  | Fortaleza EC         | 1                 | 0 (5)             |  |  | Fortaleza EC         | 0            | 0                    |   |       |                  |               |               |   |   |                  |            |                  |     |  |               |        |        |
|  | Taguatinga EC        | 0                 | 1 (3)             |  |  |                      |              |                      |   |       |                  |               |               |   |   | Sport Recife     | 1          | 1                |     |  |               |        |        |
|  | Fluminense FC        | 4                 | 2                 |  |  |                      |              |                      |   |       |                  |               | Fluminense FC | 2 | 1 |                  |            |                  |     |  |               |        |        |
|  | SE Picos             | 2                 | 1                 |  |  | Fluminense FC        | 1            | 2                    |   |       |                  |               |               |   |   |                  |            |                  |     |  |               |        |        |
|  | Náutico Capibaribe   | 2                 | 0                 |  |  | CS Sergipe           | 0            | 2                    |   |       |                  |               |               |   |   |                  |            |                  |     |  |               |        |        |
|  | CS Sergipe           | 1                 | 2                 |  |  |                      |              |                      |   |       | Fluminense FC    | 2             | 3             |   |   |                  |            |                  |     |  |               |        |        |
|  | SER Juventude        | 0                 | 1                 |  |  |                      |              | Criciúma EC          | 1 | 0     |                  |               |               |   |   |                  |            |                  |     |  |               |        |        |
|  | Criciúma EC          | 5                 | 3                 |  |  | Criciúma EC          | 2            | 1                    |   |       |                  |               |               |   |   |                  |            |                  |     |  |               |        |        |
|  | Atlético Mineiro     | 1                 | 2                 |  |  | Atlético Mineiro     | 3            | 0                    |   |       |                  |               |               |   |   |                  |            |                  |     |  |               |        |        |
|  | Atlético Acreano     | 0                 | 0                 |  |  |                      |              |                      |   |       |                  |               |               |   |   |                  |            |                  |     |  | Fluminense FC | 2 0    |        |
|  | SC Internacional     | 3                 | 5                 |  |  |                      |              |                      |   |       |                  |               |               |   |   |                  |            | SC Internacional | 1 1 |  |               |        |        |
|  | Muniz Freire FC      | 4                 | 0                 |  |  | SC Internacional     | 4            | 0                    |   |       |                  |               |               |   |   |                  |            |                  |     |  |               |        |        |
|  | SC Corinthians       | 3                 | 3                 |  |  | SC Corinthians       | 0            | 0                    |   |       |                  |               |               |   |   |                  |            |                  |     |  |               |        |        |
|  | América FC (RN)      | 0                 | 0                 |  |  |                      |              |                      |   |       | SC Internacional | 1             | 1 (3)         |   |   |                  |            |                  |     |  |               |        |        |
|  | Paraná Clube         | 1                 | 2                 |  |  |                      |              | Grêmio FBPA          | 1 | 1 (0) |                  |               |               |   |   |                  |            |                  |     |  |               |        |        |
|  | EC Democrata         | 1                 | 1                 |  |  | Paraná Clube         | 1            | 1                    |   |       |                  |               |               |   |   |                  |            |                  |     |  |               |        |        |
|  | Grêmio FBPA          | 4                 | 4                 |  |  | Grêmio FBPA          | 0            | 2                    |   |       |                  |               |               |   |   |                  |            |                  |     |  |               |        |        |
|  | Ji-Paraná FC         | 0                 | 1                 |  |  |                      |              |                      |   |       |                  |               |               |   |   | SC Internacional | 2          | 2                |     |  |               |        |        |
|  | SE Palmeiras         | 1                 | 4                 |  |  |                      |              |                      |   |       |                  |               | SE Palmeiras  | 1 | 1 |                  |            |                  |     |  |               |        |        |
|  | Sampaio Corrêa       | 0                 | 0                 |  |  | SE Palmeiras         | 0            | 5                    |   |       |                  |               |               |   |   |                  |            |                  |     |  |               |        |        |
|  | Goiás EC             | 0                 | 0                 |  |  | Clube do Remo        | 0            | 1                    |   |       |                  |               |               |   |   |                  |            |                  |     |  |               |        |        |
|  | Clube do Remo        | 0                 | 1                 |  |  |                      |              |                      |   |       | SE Palmeiras     | 1             | 3             |   |   |                  |            |                  |     |  |               |        |        |
|  | Operário FC          | 1                 | 0                 |  |  |                      |              | Athletico Paranaense | 0 | 1     |                  |               |               |   |   |                  |            |                  |     |  |               |        |        |
|  | Athletico Paranaense | 3                 | 3                 |  |  | Athletico Paranaense | 0            | 2                    |   |       |                  |               |               |   |   |                  |            |                  |     |  |               |        |        |
|  | Campinense Clube     | 1                 | 0                 |  |  | EC Bahia             | 0            | 1                    |   |       |                  |               |               |   |   |                  |            |                  |     |  |               |        |        |
|  | EC Bahia             | 1                 | 0                 |  |  |                      |              |                      |   |       |                  |               |               |   |   |                  |            |                  |     |  |               |        |        |

## Finalspiele

### Hinspiel
| Fluminense FC                                                 | Fluminense FC | SC Internacional | SC Internacional |
| ------------------------------------------------------------- | --- | --- | ---------------- |
| Fluminense FC                                                 | \| 10. Dezember 1992 in Rio de Janeiro (Estádio das Laranjeiras) \| \| Ergebnis: 2:1 (1:0) \| \| Zuschauer: 7.491 \| \| Schiedsrichter: Márcio Rezende de Freitas \| | \| 10. Dezember 1992 in Rio de Janeiro (Estádio das Laranjeiras) \| \| Ergebnis: 2:1 (1:0) \| \| Zuschauer: 7.491 \| \| Schiedsrichter: Márcio Rezende de Freitas \|                 | SC Internacional |
| Fluminense FC                                                 | Jéfferson, Zé Teodoro, Vica, Souza, Sandro, Lira, Anderson, Julinho (Rogerinho), Sérgio Manoel, Wagner (Paulo Alexandre), Ézio Cheftrainer: Sérgio Cosme             | Roberto Fernández, Célio Lino, Célio Silva, Pinga, Ricardo, Anderson, Elson, Marquinhos (Paulo Silas), Maurício, Gérson (Luciano Souza), Caíco Cheftrainer: Antônio Lopes dos Santos | SC Internacional |
| Fluminense FC                                                 | 1:0 Vágner (23.) 2:1 Ézio (70.) | 1:1 Caíco (52.) | SC Internacional |
| Fluminense FC                                                 | Anderson, Ézio | Célio Silva | SC Internacional |
| 10. Dezember 1992 in Rio de Janeiro (Estádio das Laranjeiras) | | |                  |
| Ergebnis: 2:1 (1:0)                                           | | |                  |
| Zuschauer: 7.491                                              | | |                  |
| Schiedsrichter: Márcio Rezende de Freitas                     | | |                  |

### Rückspiel
| SC Internacional                                      | SC Internacional | Fluminense FC | Fluminense FC |
| ----------------------------------------------------- | --- | --- | ------------- |
| SC Internacional                                      | \| 13. Dezember 1992 in Porto Alegre (Estádio Beira-Rio) \| \| Ergebnis: 1:0 (0:0) \| \| Zuschauer: 32.722 \| \| Schiedsrichter: José Aparecido de Oliveira \|                      | \| 13. Dezember 1992 in Porto Alegre (Estádio Beira-Rio) \| \| Ergebnis: 1:0 (0:0) \| \| Zuschauer: 32.722 \| \| Schiedsrichter: José Aparecido de Oliveira \| | Fluminense FC |
| SC Internacional                                      | Roberto Fernández, Célio Lino, Célio Silva, Pinga, Daniel Franco, Ricardo, Elson (Luciano Souza), Marquinhos, Maurício, Gérson (Nando), Caíco Cheftrainer: Antônio Lopes dos Santos | Jéfferson, Zé Teodoro, Vica, Sandro (Carlinhos Itaberá), Souza, Lira, Pires, Bobô, Sérgio Manoel, Wagner, Ézio Cheftrainer: Sérgio Cosme                       | Fluminense FC |
| SC Internacional                                      | 1:0 Célio Silva (88, Elfmeter) | | Fluminense FC |
| SC Internacional                                      | Marquinhos | Souza, Sérgio Manoel, Ézio, Bobô | Fluminense FC |
| SC Internacional                                      | Zé Teodoro (88.) | | Fluminense FC |
| 13. Dezember 1992 in Porto Alegre (Estádio Beira-Rio) | | |               |
| Ergebnis: 1:0 (0:0)                                   | | |               |
| Zuschauer: 32.722                                     | | |               |
| Schiedsrichter: José Aparecido de Oliveira            | | |               |

## Die Meistermannschaft
| 1. | SC Internacional |
|    | - Tor: Roberto Fernández, Ademir, Preto, André Doring, Maizena - Abwehr: Célio Lino, Célio Silva, Daniel Franco, Paulão, Pinga, Ricardo, Beto Cruz, Silvan, Gilmar Iser, Norton, Marcelo Veiga, Sandro Becker. Jairo - Mittelfeld: Márcio Bittencourt, Paulo Henrique, Zinho, Pedro Paulo, Paulo Bonamigo, Júlio César, Lê, Anderson, Marquinhos, Paulo Silas, Simão, Luiz Fernando, Elson, Luciano Souza, Caíco, Dacroce - Angriff: Rudinei, Helcinho, Fábio, Gilmar, Nando, Leco, Alex Rossi, Édson, Gérson, Maurício, Nilson, Lima |

## Torschützenliste
| Pl. | Nat.        | Spieler       | Verein               | Tore   |
| --- | ----------- | ------------- | -------------------- | ------ |
| 1   | Brasilianer | Gérson        | Internacional        | 9 Tore |
| 2   | Brasilianer | Wagner        | Fluminense           | 5 Tore |
| 3   | Brasilianer | Wolnei Caio   | Grêmio               | 4 Tore |
| 3   | Brasilianer | Evair         | Palmeiras            | 4 Tore |
| 3   | Brasilianer | Ézio          | Fluminense           | 4 Tore |
| 3   | Brasilianer | Hélio         | Sport Recife         | 4 Tore |
| 3   | Brasilianer | Marco Antonio | Athletico Paranaense | 4 Tore |
| 3   | Brasilianer | Rinaldo       | Sport Recife         | 4 Tore |